# 里普斯
里普斯是德国梅克伦堡-前波美拉尼亚州的一个市镇。总面积12.16平方公里，总人口379人，其中男性205人，女性174人（2011年12月31日），人口密度31人/平方公里。